# Aleuropteryx argentata
Aleuropteryx argentata is een insect uit de familie van de dwerggaasvliegen (Coniopterygidae), die tot de orde netvleugeligen (Neuroptera) behoort. 
De wetenschappelijke naam Aleuropteryx argentata is voor het eerst geldig gepubliceerd door Tjeder in 1957.